# Settlement movement
 (mars 2022).
Si vous disposez d'ouvrages ou d'articles de référence ou si vous connaissez des sites web de qualité traitant du thème abordé ici, merci de compléter l'article en donnant les références utiles à sa vérifiabilité et en les liant à la section « Notes et références ».
Le settlement movement est un mouvement social libéral de réformation, qui débute aux environs de 1884 à Londres et qui culmine autour des années 1920 au Royaume-Uni et aux États-Unis. L'objectif du mouvement était de réunir les riches et les pauvres pour vivre plus étroitement ensemble dans une communauté solidaire au sein de la société.

## Historique et objectifs
Le principal but était la création de maisons d'accueil, de centre communautaire dans les zones urbaines pauvres des grandes villes, dans lesquelles des bénévoles issus des classes moyennes et cultivées s'établiraient, dans l'espoir de partager les connaissances et la culture, et d'améliorer le cadre de vie de leurs voisins vivant dans la précarité, de lutter contre la délinquance juvénile, d'accueillir les migrants et d'apporter les soins médicaux,,,.
À la fin des années 1880, le mouvement en Amérique s'inspire du modèle britannique et crée des Settlement Houses (Centre d'œuvres sociales, centre d'activités communautaires). Le mouvement a beaucoup de succès dans les grandes villes, en 1890, la majorité des Settlement Houses se trouvent au Nord des États-Unis si on additionne Chicago, New York, Cleveland et Boston. Mais la plupart des petites villes ont au moins une maison d'accueil,,,,. 

En 1913 aux États-Unis, il y avait 413 implantations dans 32 États.

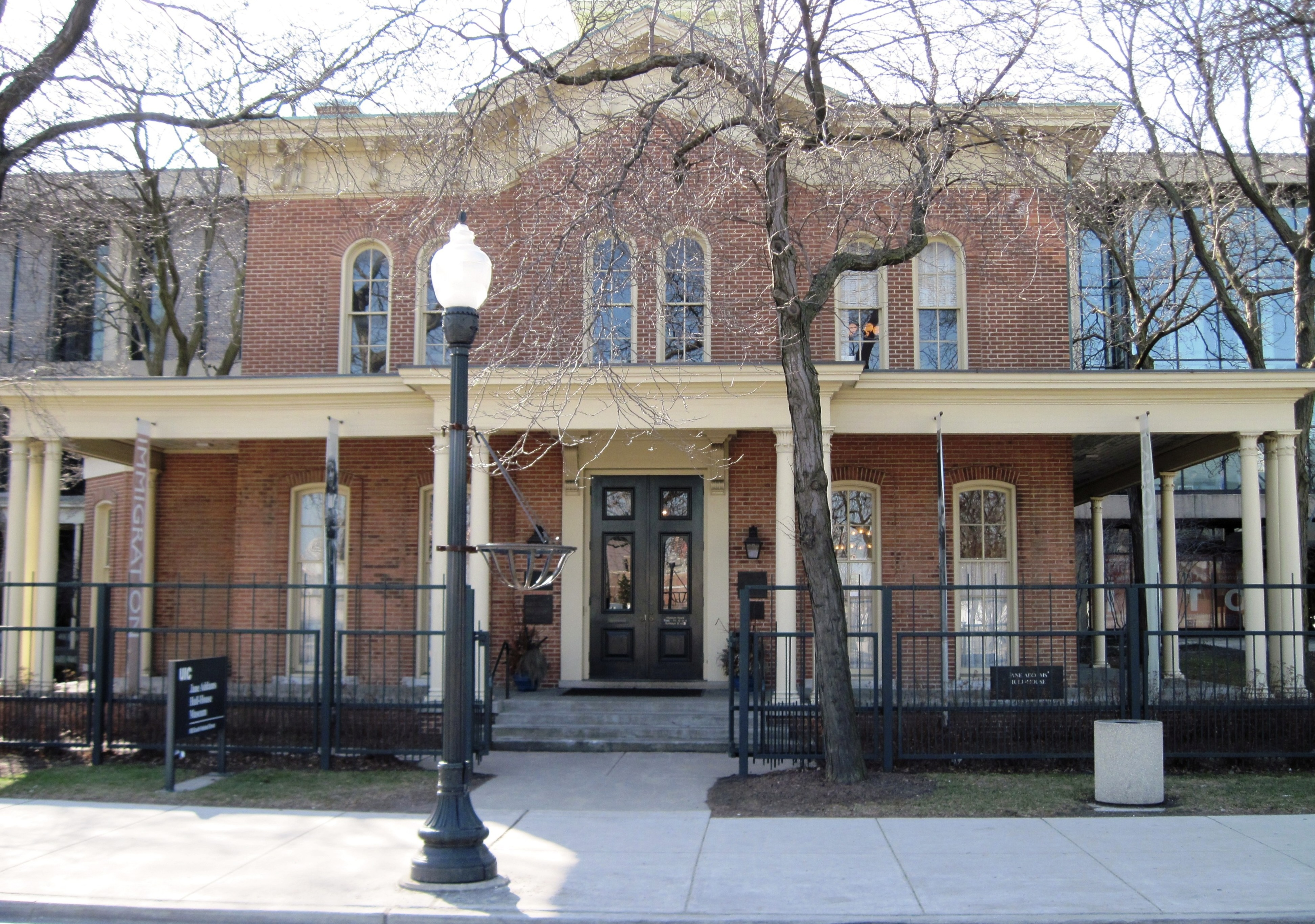
La Hull House à Chicago

Fondée en 1889 par Jane Addams et Ellen Gates Starr, la Hull House construite à Chicago fut la deuxième maison du genre, à la suite du Toynbee Hall créé à Londres, suivie en 1894 par la création de l'University of Chicago Settlement (en) par Mary McDowell, une ancienne résidente de la Hull House,,,.

### Notices dans des encyclopédies et manuels de référence
- (en-US) Mary K. Cayton, Elliott J. Gorn & Peter W. Williams (dir.), Encyclopedia of American Social History, vol. 3, New York, Charles Scribner's Sons, 17 février 1993, 2653 p. (ISBN 9780684194561, lire en ligne), p. 1672-1674,
- (en-US) Paul S. Boyer (dir.), The Oxford Companion to United States History, New York, Oxford University Press, USA, 4 juillet 2001, 940 p. (ISBN 9780195082098, lire en ligne), p. 699-700,
- (en-US) Terry Mizrahi & Larry E. Davis (dir.), The Encyclopedia of Social Work, vol. 4. S-Y, Washington, DC, Oxford University Press, USA, 17 avril 2008, 573 p. (ISBN 9780195306613, lire en ligne), p. 17-22,
- (en-US) Gary B. Nash & Ari Hoogenboom, Encyclopedia of American History, vol. 6. The development of the industrial United States, 1870 to 1899, New York, Facts on File, 2010, 536 p. (ISBN 9780816071364, lire en ligne), p. 327-328,

### Essais
- (en-GB) Werner Picht, Toynbee Hall and the English Settlement Movement, Londres, G. Bell and Sons Ltd, 1914, 272 p. (OCLC 1225969167, lire en ligne),
- (en-US) Mariana Young, The Place of the Settlement House in the Reconstruction of the Social Order, Boston, Massachusetts, Boston University, 1924, 350 p. (OCLC 7863995, lire en ligne),
- (en-US) Ruth Crocker, Social Work and Social Order : The Settlement Movement in Two Industrial Cities, 1889-1930, Urbana, Illinois, University of Illinois Press, 1er mars 1992, 372 p. (ISBN 9780252017902, lire en ligne),
- (en-US) Deborah Kent, Jane Addams and Hull House, Chicago, Illinois, Children's Press, 1er avril 1992, 32 p. (ISBN 9780516048529, lire en ligne),
- (en-US) Caroline Arnold, Children Of The Settlement Houses, Minneapolis, Minnesota, Carolrhoda Books, coll. « Picture The American Past », 1er août 1998, 56 p. (ISBN 9781575052427, lire en ligne),
- (en-US) Domenica M. Barbuto (dir.), The American Settlement Movement : A Bibliography, Westport, Connecticut, Greenwood Press, 30 septembre 1999, 144 p. (ISBN 9780313307560, lire en ligne),

### Articles
Les articles de JSTOR, sont librement accessibles à la lecture en ligne jusqu'à la concurrence de 99 articles par mois.
- (en-US) Frederic A. C. Perrine, « The Scientific Aspect of the University Settlement Movement », Science, Vol. 21, No. 524,‎ 17 février 1893, p. 91-92 (2 pages) (lire en ligne ),
- (en-US) « The Anniversary of the American Settlement Movement », Social Service Review, Vol. 35, No. 2,‎ juin 1961, p. 194-196 (3 pages) (lire en ligne ),
- (en-US) Stephen Kalberg, « The Commitment to Career Reform: The Settlement Movement Leaders », Social Service Review, Vol. 49, No. 4,‎ décembre 1975, p. 608-628 (21 pages) (lire en ligne ),
- (en-US) Robert C. Reinders, « Toynbee Hall and the American Settlement Movement », Social Service Review, Vol. 56, No. 1,‎ mars 1982, p. 39-54 (16 pages) (lire en ligne ),
- (en-US) Joseph F. Luetkemeyer, « The Social Settlement Movement and Industrial Arts Education », The Journal of Epsilon Pi Tau, Vol. 11, No. 1/2,‎ 1985, p. 97-103 (7 pages) (lire en ligne ),
- (en-GB) M. Watson, J. L. Munro & F. R. Gell, « Settlement, movement and early juvenile mortality of the yellowtail snapper Ocyurus chrysurus », Marine Ecology Progress Series, Vol. 237,‎ 18 juillet 2002, p. 247-256 (10 pages) (lire en ligne ),
- (en-US) Richard N. Juliani, « Social Reform Through Social Service: The Settlement Movement in South Philadelphia », Pennsylvania Legacies, Vol. 7, No. 2,‎ novembre 2007, p. 22-29 (8 pages) (lire en ligne ),
- (en-US) « In Response to Their Communities: Presbyterian Neighborhood Houses and the Settlement Movement, 1890-1965 », The Journal of Presbyterian History (1997-), Vol. 86, No. 1,‎ printemps / été 2008, p. 27-34 (8 pages) (lire en ligne ),
- (en-US) Tom Burke, « Empiricism, Pragmatism, and the Settlement Movement », The Pluralist, Vol. 5, No. 3,‎ 2010, p. 73-88 (16 pages) (lire en ligne ),
- (en-US) Brian Fehler, « Reading, Writing, and Redemption: Literacy Sponsorship and the Mexican-American Settlement Movement in Texas », Rhetoric Review, Vol. 29, No. 4,‎ 2010, p. 346-363 (18 pages) (lire en ligne ),